# Гопгурт
Гопгу́рт (рос. Гопгурт) — присілок в Якшур-Бодьїнському районі Удмуртії, Росія.
Населення — 9 осіб (2010; 16 в 2002).
Національний склад (2002):
- росіяни — 87 %

## Історія
У жовтні 1920 року в присілку стались Гопгуртські події (названі так пізніше), при яких відбулись масові вбивства комуністів селянами, яких намагались розкуркулити.